# Peter Anreiter
Peter Anreiter (* 24. Januar 1954 in Innsbruck) ist ein österreichischer Namenforscher und Professor für Sprachwissenschaft an der Leopold-Franzens-Universität Innsbruck.

## Leben
Peter Anreiter studierte an der Universität Innsbruck Sprachwissenschaft und wurde am 5. Dezember 1980 unter den Auspizien des Bundespräsidenten promoviert. In seinen Forschungen beschäftigt sich Anreiter mit der Onomastik, der Festlandkeltologie, der Indogermanischen Altertumskunde und der Patholinguistik. Zudem ist er Leiter der Tiroler Nomenklaturkommission und Mitglied des Organisationskomitees “Namenkundliches Symposium Kals”. Am internationalen Projekt „Lesachtal – Tiroler Gailtal – Comelico – Sappada (Pladen): Sprachwissenschaftliche, namenkundliche und volkskundliche Aspekte“ arbeitet er zusammen mit der Fondazione Angelini (Belluno) und dem Institut für Sprachwissenschaft der Universität Klagenfurt. Auch arbeitet Anreiter am ebenfalls internationalen keltologischen Projekt „PTOLEMY: Towards a Linguistic Atlas of the Earliest Celtic Place-names of Europe“ unter der Leitung von Patrick Sims-Williams von der Aberystwyth University in Wales mit.
Am 17. Mai 2010 wurde Anreiter mit dem Henning-Kaufmann-Preis, welcher als höchste Auszeichnung im Bereich der Onomastik gilt, prämiert.

## Veröffentlichungen (Auswahl)
Von den zahlreichen Veröffentlichungen eine Auswahl:
- Bemerkungen zu den Reflexen indogermanischer Dentale im Tocharischen (= Innsbrucker Beiträge zur Sprachwissenschaft. Bd. 42). Universität Innsbruck – Institut für Sprachwissenschaft, Innsbruck 1984, ISBN 3-85124-574-1 (Zugleich: Innsbruck, Universität, Dissertation, 1980).
- EPYΣΙΠΕΛAΣ. Der „Rotlauf“ aus der Sicht antiker Ärzte (= Scientia. 5, ISSN 1010-612X). Universität Innsbruck – Institut für Sprachwissenschaft, Innsbruck 1987.
- Rückläufiges Wörterbuch des Bibelgotischen. Ein Entwurf. Wagner, Innsbruck 1987, ISBN 3-7030-0182-8.
- Rückläufiges Wörterbuch des Altsächsischen (= Veröffentlichungen der Kommission zur Computergestützten Erstellung Linguistischer Hilfsmittel. Bd. 1). Wagner, Innsbruck 1989, ISBN 3-7030-0212-3.
- Mengenlehre und Linguistik = Set Theory and Linguistics. Scientia-Vertrieb, Innsbruck 1995.
- Pharmakonyme. Benennungsmotive und Strukturtypologie von Arzneimittelnamen. Edition Praesens, Wien 2002, ISBN 3-7069-0147-1.
- Nordtiroler Namen keltischer Herkunft. Praesens Verlag, Wien 2016, ISBN 3-7069-0880-8.[4]